# Заранський Володимир Іванович
Володи́мир Іва́нович Зара́нський (нар. 7 вересня 1947, Львів) — український скрипаль, альтист, диригент, педагог, професор, заслужений діяч культури Польщі (2008).

## Життєпис
1971 — закінчив Львівську консерваторію (клас Б. Д. Каськіва).
Післядипломну освіту продовжував у Московській консерваторії імені П. І. Чайковського та в Російській музично-педагогічній академії ім. Гнєсіних (клас професорів В. Клімова, І. Безродного та П. Бондаренка).
1981 — закінчив асистентуру-стажування при Київській консерваторії (клас В. К. Стеценка).
Також закінчив аспірантуру при Інституті мистецтвознавства, фольклористики та етнології ім. М. Рильського Національної академії наук України, де захистив кандидатську дисертацію.
З 1973 — викладач Львівської музичної академії імені Лисенка: 1980—1992 — декан композиторського, історико-теоретичного та фортепіанного факультетів.
З 1998 — викладач кафедри скрипки. В той же час з 1973 — помічник концертмейстера, а у 1989—1992 — концертмейстер, диригент, керівник Львівського камерного оркестру при Львівській музичній академії.
З 2002 — кандидат мистецтвознавства. З 2004 — професор.
Виступав разом з піаністом Б. Тихонюком.
Брав участь у першому виконанні творів багатьох українських композиторів (як скрипаль і альтист), зокрема Дезидерія Задора, Миколи Колесси, Романа Сімовича, М. Скорика, Євгена Станковича.
Серед його учнів — Анна Савицька, В. Баран, Микола Гав'юк, Ю. Дмитерко, С. Кукоба, Н. Привалова, Назар Федюк.

## Праці
- Український скрипковий концерт: Навчальний посібник. — Львів, 2003.
- Традиції і новаторство у скрипкових концертах Мирослава Скорика (До проблеми розвитку жанру) // Актуальні проблеми історії, теорії та практики худож. культури: Збірник наукових праць. — К., 2001. Вип. 6, ч. 2.
- Скрипкові концерти львівських композиторів // Наукові записки Тернопільського педуніверситету. — 2002. № 2(9).
- Скрипкова мініатюра українських композиторів // Мистецтвознавчі записки -. К., 2006. Вип. 8.
- Мирослав Скорик. Концерти для скрипки з оркестром. — ІМФЕ НАН України. — К., 2008. Вип. 7.